# Gruppe SE
Die Gruppe SE (SE für Slalom-Einsteiger) ist eine nationale Fahrzeuggruppe im Automobilsport, die 1998 vom DMSB ins Leben gerufen wurde. Sie sollte die Lücke zwischen Kart- und Automobil-Slalom schließen. Heutzutage soll sie aber die Brücke zwischen den nun stärker verbreiteten Clubslalom und den DMSB-Slalom schlagen.
Zugelassen sind nur PKW (Tourenwagen und GT-Fahrzeuge) mit mindestens zwei Türen. Die müssen bei Teilnahme an einem Automobil-Slalom zum öffentlichen Straßenverkehr zugelassen sein oder einen Wagenpass des DMSB für die Gruppe SE besitzen. Außerdem müssen sie immer eine gültige Untersuchung des Motormanagements und Abgasreinigungssystems vorweisen können. Weitere Einschränkungen sind die Maximalhöhe von 1600 mm und das Mindestbaujahr 1966. Technische Modifikationen gegenüber der Serie sind nur im Rahmen einer Zulassung gemäß StVZO möglich. Ein Überrollbügel oder -käfig ist nicht vorgeschrieben.
In Klasse SE darf sogar schon ab dem Alter von 16 Jahren teilgenommen werden, sofern auf den Fahrer eine nationale Junioren-Lizenz ausgestellt wurde. Darüber hinaus ist es denn Slalomveranstaltern freigestellt, diese Klasse auszuschreiben, zum Beispiel wenn der Parcours für Slalomneulinge eine zu große Herausforderung darstellen würde.